# Xylotrechus arnoldii
Xylotrechus arnoldii là một loài bọ cánh cứng trong họ Cerambycidae.